# Haremsflock

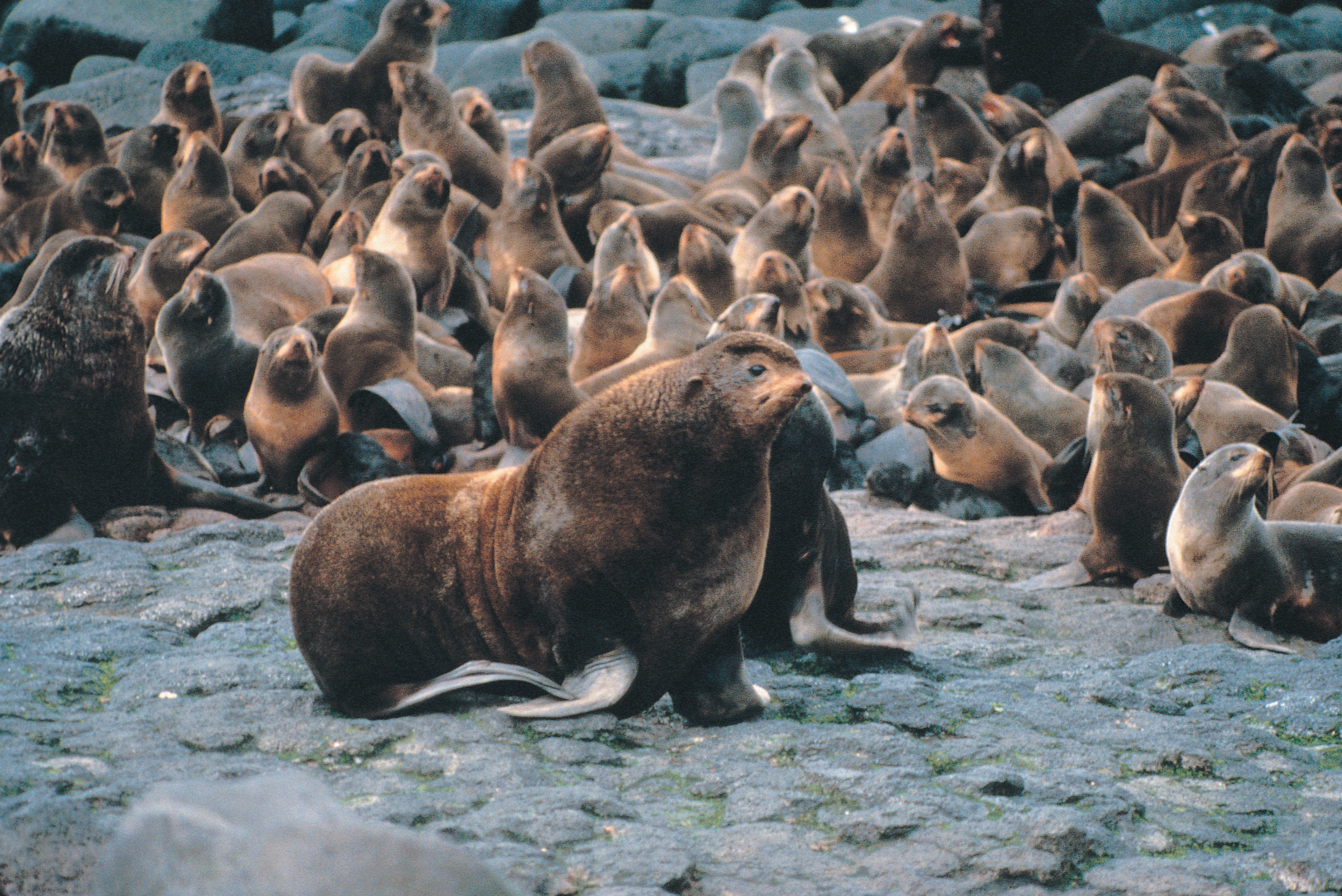
Haremsflock hos Nordlig pälssäl.

Haremsflock, även kallad haremsgrupp, är ett socialt, och eller sexuellt system där en hane lever tillsammans med en grupp honor, alltså den form av polygami som kallas polygyni. Bland hästar och lejon är detta den vanligaste formen av flock. I denna flock utmanas hanen hela tiden av andra hanar som ännu inte har sin egen haremsflock, då gäller det för hanen att vara störst och starkast.

## Det sexuella systemet
I en haremsflock finns det ofta ett sexuellt system, där en hane har monopol på ett antal honor. Det sexuella systemet kan vara en tillfällig sammanslutning eller ett mer permanent sätt att leva. Ett exempel på tillfällig sammanslutning är hos kronhjortar. Hos kronhjortar ansluter sig tjuren till honorna under brunstperioden och jagar bort andra hanar som försöker para sig med honorna. Ett exempel på en mer permanent sammanslutning är hos hästar. Hos hästar lever hanen med honorna så länge han kan, tills en starkare hane kommer och jagar bort honom.

## Fördelarna
En haremsflock är en gynnsam social struktur för den dominanta hanen som leder flocken, eftersom han har möjlighet att para sig med många honor. En stark hane är också fördelaktigt för honorna, genom skydd från predation och skador.

## Kritik mot begreppet
Begreppet bygger på ett antropocentrisk språkbruk, det vill säga utgår ifrån människans sociala och moraliska förhållande till relationer, där monogami länge framhållits som något eftersträvansvärt. Det baserar sig också på att Darwins teorier om att det naturliga urvalet främst skulle bygga på hannars kamp om dominans. Samtida studier visar istället att det bland många artgrupper lika mycket handlar om en evolutionär kamp mellan olika sexuella strategier hos honorna och hanarna om vem som ska ha kontroll över befruktningen. Kritiker menar att begreppet haremsflock ger en alltför förenklad bild av djurs sexuella strategier.